# Tornei di tennis maschili nel 1895
Prima della nascita della cosiddetta "Era Open" del tennis, ossia l'apertura ai tennisti professionisti degli eventi più importanti, tutti i tornei erano riservati ad atleti dilettanti. Nel 1895 tutti i tornei erano amatoriali, tra questi c'erano i tornei del Grande Slam: il Campionato francese di tennis, il Torneo di Wimbledon, e gli U.S. National Championships.

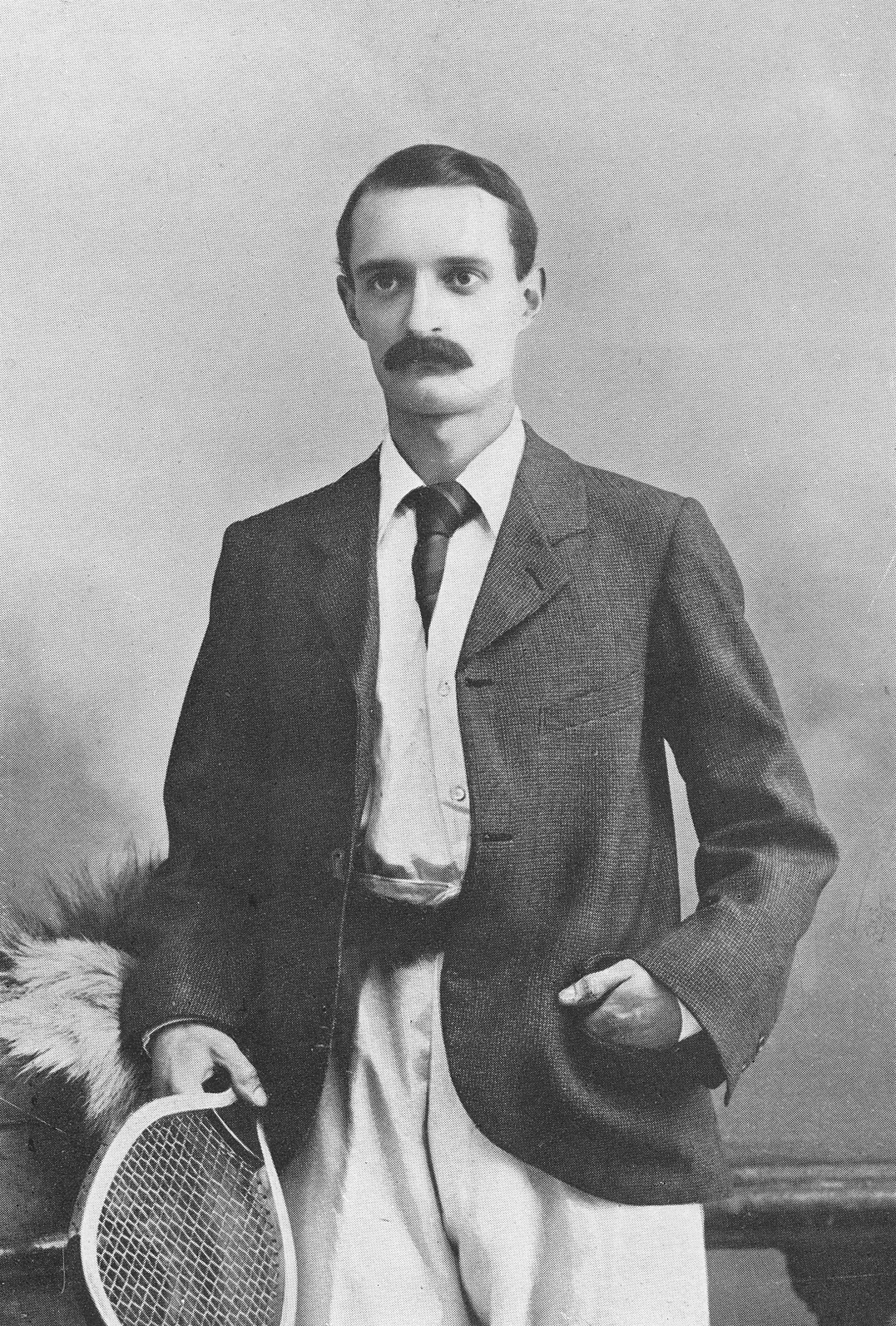
Immagine di Wilfred Baddeley che nel 1895 vinse il suo terzo e ultimo titolo ai Championships

Nel 1895 venne disputata la 19ª edizione del Torneo di Wimbledon questo vide la terza e ultima vittoria in carriera di Wilfred Baddeley che sconfisse nel challenge round per walkover il britannico Joshua Pim. Baddeley aveva battuto Wilberforce Eaves nella finale del torneo preliminare per 4-6, 2-6, 8-6, 6-2, 6-3. Nell'8ª edizione del doppio maschile Wilfred ed Herbert Baddeley conquistarono il trofeo battendo nel challenge round Ernest Lewis e Herbert Wilberforce per 8-6, 5-7, 6-4, 6-3. Lewis e Wilberforce avevano battuto nella finale del torneo preliminare Walter Bailey e Charles Francois Simond prima di accedere al challenge round.
Nel 1895 venne disputata anche la 15ª edizione dell'Irish Championships dove s'impose il britannico Joshua Pim che sconfisse in finale Wilberforce Eaves per 3-6 1-6 6-2 6-2 9-7. Nello U.S. National Championships, (oggi conosciuto come US Open) tenutosi sui campi in erba del Newport Casino di Newport negli Stati Uniti nel singolare maschile s'impose lo statunitense Frederick Hovey, che sconfisse il connazionale Robert Wrenn in 3 set col punteggio di 6-3 6-2 6-4. Oltre al torneo di singolare maschile si disputò anche il torneo di doppio: qui s'imposero Malcolm Chace e Robert Wrenn che sconfissero i detentori del titolo Clarence Hobart e Frederick Hovey per 7-5, 6-1, 8-6.
Nel New South Wales Championships di Sydney ad imporsi nel singolare maschile fu l'australiano Henry R. Crossman che in finale sconfisse il connazionale Australia Dudley Webb col punteggio di 6-4, 6-1, 6-3.
Nel British Covered Court Championships di Londra disputato su campi in parquet indoor, s'impose, nel singolare maschile, Ernest Lewis, che nel challenge round sconfisse il detentore del titolo Harold Mahony per walkover.
Nel Campionato francese di tennis (oggi conosciuto come Open di Francia o Roland Garros) il francese André Vacherot, detentore del titolo, si impose nel torneo del singolare maschile battendo in finale il connazionale Laurent Riboulet per 9-7, 6-2. Nel doppio maschile dello stesso torneo André Vacherot e Christian Winzer conquistarono il titolo battendo nell'atto conclusivo Paul Lebréton e Paul Lecaron per 6-2, 6-1. Nelle prime edizione questo torneo era riservato solo ai residenti in Francia o comunque a quei giocatori non francesi che fossero affiliati ad un club transalpino. Solo nel 1925 il torneo sarebbe stato aperto anche agli stranieri.

## Calendario
| Circuito nordamericano |
| Tornei del Grande Slam |

### Gennaio
Nessun evento

### Febbraio
Nessun evento

### Marzo
Nessun evento

### Aprile
| Settimana | Torneo                                                                            | Vincitore                             | Finalista           | Semifinalisti | Eliminati ai quarti |
| --------- | --------------------------------------------------------------------------------- | ------------------------------------- | ------------------- | ------------- | ------------------- |
| 6 aprile  | South Australian Championships 1895 Adelaide, Australia Singolare - Doppio        | David Thomas Harbison 2-6 6-1 6-3 7-5 | Robert George Bowen |               |                     |
| 6 aprile  | South Australian Championships 1895 Adelaide, Australia Singolare - Doppio        |                                       |                     |               |                     |
| 6 aprile  | British Covered Court Championships 1895 Londra, Gran Bretagna Singolare - Doppio | Ernest Lewis walkover                 | Harold Mahony       |               |                     |
| 6 aprile  | British Covered Court Championships 1895 Londra, Gran Bretagna Singolare - Doppio |                                       |                     |               |                     |

### Maggio
| Settimana | Torneo                                                                  | Vincitore                                                | Finalista                          | Semifinalisti                          | Eliminati ai quarti |
| --------- | ----------------------------------------------------------------------- | -------------------------------------------------------- | ---------------------------------- | -------------------------------------- | ------------------- |
| Maggio    | New South Wales Championships 1895 Sydney, Australia Singolare - Doppio | Henry R. Crossman 6-4 6-1 6-3                            | Dudley Webb                        |                                        |                     |
| Maggio    | New South Wales Championships 1895 Sydney, Australia Singolare - Doppio |                                                          |                                    |                                        |                     |
| Maggio    | Irish Championships 1895 Dublino, Irlanda Singolare - Doppio            | Joshua Pim 6-1 6-1 6-3                                   | Wilberforce Eaves                  |                                        |                     |
| Maggio    | Irish Championships 1895 Dublino, Irlanda Singolare - Doppio            |                                                          |                                    |                                        |                     |
| Maggio    | German Championships 1895 Amburgo, Germania Singolare - Doppio          | Graf Victor Voss 6-2 6-1 6-2                             | Christian Winzer                   |                                        |                     |
| Maggio    | German Championships 1895 Amburgo, Germania Singolare - Doppio          |                                                          |                                    |                                        |                     |
| 23 maggio | Southern Championships 1895 Baltimora, USA Singolare - Doppio           | A.H.S. Post 6-4 2-6 6-3 4-6 9-7                          | John C. Davidson                   |                                        |                     |
| 23 maggio | Southern Championships 1895 Baltimora, USA Singolare - Doppio           | Jahial Parmly Paret Ray D. Thurber 7-5 6-4 7-5           | John F. Hobart E. Kinnaird McEnroe |                                        |                     |
| 28 maggio | New England Championships 1895 New Haven, USA Singolare - Doppio        | John Howland 0-6 6-4 6-0 6-1                             | Arthur Ellsworth Foote             | William Larned Clarence Rhodes Budlong |                     |
| 28 maggio | New England Championships 1895 New Haven, USA Singolare - Doppio        | Clarence Hobart Edwin Philip Fischer 3-6 7-5 6-3 0-6 6-2 | William Larned John Howland        | William Larned Clarence Rhodes Budlong |                     |

### Giugno
| Settimana | Torneo                                                                        | Vincitore                               | Finalista                        | Semifinalisti | Eliminati ai quarti |
| --------- | ----------------------------------------------------------------------------- | --------------------------------------- | -------------------------------- | ------------- | ------------------- |
| 8 giugno  | Middlesex Championships 1895 Chiswick Park, Gran Bretagna Singolare - Doppio  | Harry Barlow 6-4 7-5 4-6 6-2            | Turketil George Pearson Greville |               |                     |
| 8 giugno  | Middlesex Championships 1895 Chiswick Park, Gran Bretagna Singolare - Doppio  |                                         |                                  |               |                     |
| 15 giugno | Northern Championships 1895 Manchester, Gran Bretagna Erba Singolare - Doppio | Wilfred Baddeley 6-8 6-2 6-4 1-0 ritiro | Herbert Baddeley                 |               |                     |
| 15 giugno | Northern Championships 1895 Manchester, Gran Bretagna Erba Singolare - Doppio |                                         |                                  |               |                     |
| 16 giugno | South African Championships 1895 Città del Capo, Sudafrica Singolare - Doppio | Lennox L. Giddy 6-4 6-3 6-2             | Stanley Bayly                    |               |                     |
| 16 giugno | South African Championships 1895 Città del Capo, Sudafrica Singolare - Doppio |                                         |                                  |               |                     |
| 17 giugno | Middle States Championships 1895 Mountain Station, USA Singolare - Doppio     | William Larned 15-13 8-6 6-4            | John Howland                     |               |                     |
| 17 giugno | Middle States Championships 1895 Mountain Station, USA Singolare - Doppio     |                                         |                                  |               |                     |
| 22 giugno | Kent Championships 1895 Beckenham, Gran Bretagna Singolare - Doppio           | Harry Barlow 2-6 6-3 6-3 4-6 6-3        | Horace Arthur Bruce Chapman      |               |                     |
| 22 giugno | Kent Championships 1895 Beckenham, Gran Bretagna Singolare - Doppio           |                                         |                                  |               |                     |
| 29 giugno | Queen's Club Championships 1895 Londra, Gran Bretagna Singolare - Doppio      | Harry Barlow 6-4 7-5 5-7 5-7 10-8       | Manliff Goodbody                 |               |                     |
| 29 giugno | Queen's Club Championships 1895 Londra, Gran Bretagna Singolare - Doppio      |                                         |                                  |               |                     |
| 30 giugno | Campionato francese di tennis 1895 Parigi, Francia Singolare - Doppio         | André Vacherot 9-7 6-2                  | Laurent Riboulet                 |               |                     |
| 30 giugno | Campionato francese di tennis 1895 Parigi, Francia Singolare - Doppio         | André Vacherot Christian Winzer 6-2 6-1 | Paul Lebréton Paul Lecaron       |               |                     |

### Luglio
| Settimana | Torneo                                                                       | Vincitore                                         | Finalista                        | Semifinalisti | Eliminati ai quarti |
| --------- | ---------------------------------------------------------------------------- | ------------------------------------------------- | -------------------------------- | ------------- | ------------------- |
| luglio    | Essex Championships 1895 Colchester, Gran Bretagna Singolare - Doppio        | Reginald Doherty 6-3 6-1 6-0                      | Herbert Ramon Yglesias           |               |                     |
| luglio    | Essex Championships 1895 Colchester, Gran Bretagna Singolare - Doppio        |                                                   |                                  |               |                     |
| 4 luglio  | Welsh Championships 1895 Penarth, Gran Bretagna Erba Singolare - Doppio      | Wilberforce Eaves 6-4 1-6 6-2 6-2                 | George Courtenay Ball Greene     |               |                     |
| 4 luglio  | Welsh Championships 1895 Penarth, Gran Bretagna Erba Singolare - Doppio      |                                                   |                                  |               |                     |
| 5 luglio  | Pacific Coast Championships 1895 San Rafael, USA Singolare - Doppio          | Sumner Hardy 4-6 6-4 4-6 8-6 6-2                  | Sam Hardy                        |               |                     |
| 5 luglio  | Pacific Coast Championships 1895 San Rafael, USA Singolare - Doppio          |                                                   |                                  |               |                     |
| 6 luglio  | Seabright Invitationalal 1895 Seabright, USA Singolare - Doppio              | William Larned 7-5 4-6 6-1 6-2                    | John Howland                     |               |                     |
| 6 luglio  | Seabright Invitationalal 1895 Seabright, USA Singolare - Doppio              |                                                   |                                  |               |                     |
| 7 luglio  | North London Championships 1895 Londra, Gran Bretagna Singolare - Doppio     | Herbert Roper Barrett 6-3 7-5 6-3                 | A.H. Green                       |               |                     |
| 7 luglio  | North London Championships 1895 Londra, Gran Bretagna Singolare - Doppio     |                                                   |                                  |               |                     |
| 13 luglio | Canadian Championships 1895 Niagara Falls, Canada Singolare - Doppio         | William Larned 6-1 6-4 6-2                        | Arthur E. Foote                  |               |                     |
| 13 luglio | Canadian Championships 1895 Niagara Falls, Canada Singolare - Doppio         |                                                   |                                  |               |                     |
| 15 luglio | Torneo di Wimbledon 1895 Londra, Gran Bretagna Singolare - Doppio            | Wilfred Baddeley 4-6 2-6 8-6 6-2 6-3              | Wilberforce Eaves                |               |                     |
| 15 luglio | Torneo di Wimbledon 1895 Londra, Gran Bretagna Singolare - Doppio            | Wilfred Baddeley Herbert Baddeley 8-6 5-7 6-4 6-3 | Ernest Lewis Herbert Wilberforce |               |                     |
| 15 luglio | Western Championships 1895 Chicago, USA Singolare - Doppio                   | Carr Neel 6-3 6-2 6-1                             | Sam Chase                        |               |                     |
| 15 luglio | Western Championships 1895 Chicago, USA Singolare - Doppio                   |                                                   |                                  |               |                     |
| 20 luglio | Longwood Bowl 1895 Boston, USA Singolare - Doppio                            | William Larned 6-4 6-4 4-6 6-4                    | Frederick Hovey                  |               |                     |
| 20 luglio | Longwood Bowl 1895 Boston, USA Singolare - Doppio                            |                                                   |                                  |               |                     |
| 24 luglio | Warwickshire Championships 1895 Leamington, Gran Bretagna Singolare - Doppio | Harry Barlow 2-6 6-3 6-3 6-3                      | Edward Roy Allen                 |               |                     |
| 24 luglio | Warwickshire Championships 1895 Leamington, Gran Bretagna Singolare - Doppio |                                                   |                                  |               |                     |
| 30 luglio | Northwestern Championships 1895 Minnetonka Beach, USA Singolare - Doppio     | Carr Neel 6-0 6-2 3-6 6-4                         | George Belden                    |               |                     |
| 30 luglio | Northwestern Championships 1895 Minnetonka Beach, USA Singolare - Doppio     |                                                   |                                  |               |                     |

### Agosto
| Settimana | Torneo                                                                                  | Vincitore                              | Finalista                       | Semifinalisti | Eliminati ai quarti |
| --------- | --------------------------------------------------------------------------------------- | -------------------------------------- | ------------------------------- | ------------- | ------------------- |
| agosto    | Scottish Championships 1895 St Andrews, Gran Bretagna Singolare - Doppio                | Reginald Doherty 6-1 6-1 6-1           | Richard Millar Watson           |               |                     |
| agosto    | Scottish Championships 1895 St Andrews, Gran Bretagna Singolare - Doppio                |                                        |                                 |               |                     |
| 2 agosto  | Southampton Invitation 1895 Southampton, USA Singolare - Doppio                         | William Larned 8-6 6-3 5-7 10-8        | John Howland                    |               |                     |
| 2 agosto  | Southampton Invitation 1895 Southampton, USA Singolare - Doppio                         |                                        |                                 |               |                     |
| 2 agosto  | Homburg Cup 1895 Homburg, Germania Singolare - Doppio                                   | William M. Cranston 6-0 6-3 6-1        | Reginald Arthur Villiers Forbes |               |                     |
| 2 agosto  | Homburg Cup 1895 Homburg, Germania Singolare - Doppio                                   |                                        |                                 |               |                     |
| 3 agosto  | Queensland Championships 1895 Brisbane, Australia Singolare - Doppio                    | Samuel Henry Hughes 6-2 6-2 8-6        | Ernest J. Gilligan              |               |                     |
| 3 agosto  | Queensland Championships 1895 Brisbane, Australia Singolare - Doppio                    |                                        |                                 |               |                     |
| 3 agosto  | Northumberland Championships 1895 Newcastle upon Tyne, Gran Bretagna Singolare - Doppio | Harry Barlow 8-6 6-3 4-6 4-6 6-4       | Herbert Baddeley                |               |                     |
| 3 agosto  | Northumberland Championships 1895 Newcastle upon Tyne, Gran Bretagna Singolare - Doppio |                                        |                                 |               |                     |
| 4 agosto  | Suffolk Championships 1895 Saxmundham, Gran Bretagna Singolare - Doppio                 | Edward Roy Allen 5-7 6-3 6-3 ritiro    | Sydney Howard Smith             |               |                     |
| 4 agosto  | Suffolk Championships 1895 Saxmundham, Gran Bretagna Singolare - Doppio                 |                                        |                                 |               |                     |
| 17 agosto | Derbyshire Championships 1895 Buxton, Gran Bretagna Singolare - Doppio                  | Harold Mahony 6-2 3-6 2-6 7-5 6-3      | David Grainger Chaytor          |               |                     |
| 17 agosto | Derbyshire Championships 1895 Buxton, Gran Bretagna Singolare - Doppio                  |                                        |                                 |               |                     |
| 25 agosto | North of England Championships 1895 Scarborough, Gran Bretagna Singolare - Doppio       | David Grainger Chaytor                 | non conosciuta (bandiera)       |               |                     |
| 25 agosto | North of England Championships 1895 Scarborough, Gran Bretagna Singolare - Doppio       |                                        |                                 |               |                     |
| 27 agosto | U.S. National Championships 1895 Newport, USA Singolare - Doppio                        | Frederick Hovey 6-3 6-2 6-4            | Robert Wrenn                    |               |                     |
| 27 agosto | U.S. National Championships 1895 Newport, USA Singolare - Doppio                        | Malcolm Chace Robert Wrenn 7-5 6-1 8-6 | Clarence Hobart Frederick Hovey |               |                     |
| 30 agosto | Southern California Championships 1895 Santa Monica, USA Cemento Singolare - Doppio     | Arthur William Bumiller                | Louis Freeman                   |               |                     |
| 30 agosto | Southern California Championships 1895 Santa Monica, USA Cemento Singolare - Doppio     |                                        |                                 |               |                     |

### Settembre
| Settimana    | Torneo                                                                   | Vincitore                       | Finalista                   | Semifinalisti | Eliminati ai quarti |
| ------------ | ------------------------------------------------------------------------ | ------------------------------- | --------------------------- | ------------- | ------------------- |
| settembre    | Torneo di Boulogne 1895 Boulogne, Francia Terra rossa Singolare - Doppio | Edward Roy Allen walkover       | Wilberforce Vaughan Eaves   |               |                     |
| settembre    | Torneo di Boulogne 1895 Boulogne, Francia Terra rossa Singolare - Doppio |                                 |                             |               |                     |
| 7 settembre  | Sussex Championships 1895 Brighton, Gran Bretagna Singolare - Doppio     | David Grainger Chaytor walkover | Wilfred Baddeley            |               |                     |
| 7 settembre  | Sussex Championships 1895 Brighton, Gran Bretagna Singolare - Doppio     |                                 |                             |               |                     |
| 22 settembre | Torneo di Dinard 1895 Dinard, Francia Singolare - Doppio                 | Wilberforce Eaves 7-5 7-5 8-6   | Horace Arthur Bruce Chapman |               |                     |
| 22 settembre | Torneo di Dinard 1895 Dinard, Francia Singolare - Doppio                 |                                 |                             |               |                     |

### Ottobre
| Settimana  | Torneo                                                                             | Vincitore                 | Finalista                   | Semifinalisti | Eliminati ai quarti |
| ---------- | ---------------------------------------------------------------------------------- | ------------------------- | --------------------------- | ------------- | ------------------- |
| 6 ottobre  | National Collegiate Championships 1895 New Haven, USA Singolare - Doppio           | Malcolm Chace             | non conosciuta (bandiera)   |               |                     |
| 6 ottobre  | National Collegiate Championships 1895 New Haven, USA Singolare - Doppio           |                           |                             |               |                     |
| 5 ottobre  | Welsh Covered Court Championships 1895 Craigside, Gran Bretagna Singolare - Doppio | Reginald Doherty walkover | William Sidney Nelson Heard |               |                     |
| 5 ottobre  | Welsh Covered Court Championships 1895 Craigside, Gran Bretagna Singolare - Doppio |                           |                             |               |                     |
| 19 ottobre | Metropolitan Championships 1895 Strathfield, Australia Singolare - Doppio          | Edward Dewhurst 6-3 6-4   | Horace Rice                 |               |                     |
| 19 ottobre | Metropolitan Championships 1895 Strathfield, Australia Singolare - Doppio          |                           |                             |               |                     |

### Novembre
| Settimana   | Torneo                                                                     | Vincitore                     | Finalista   | Semifinalisti | Eliminati ai quarti |
| ----------- | -------------------------------------------------------------------------- | ----------------------------- | ----------- | ------------- | ------------------- |
| 5 novembre  | Western Australian Championships 1895 Perth, Australia Singolare - Doppio  | Frank Marrie 6-1 6-4          | J.B. Spence |               |                     |
| 5 novembre  | Western Australian Championships 1895 Perth, Australia Singolare - Doppio  |                               |             |               |                     |
| 23 novembre | Victorian Championships 1895 Melbourne, Australia Singolare - Doppio       | Alfred Dunlop 3-6 6-2 6-3 6-1 | Horace Rice |               |                     |
| 23 novembre | Victorian Championships 1895 Melbourne, Australia Singolare - Doppio       |                               |             |               |                     |
| 27 novembre | French Covered Court Championships 1895 Parigi, Francia Singolare - Doppio | André Vacherot 6-3 6-3 6-3    | Paul Aymé   |               |                     |
| 27 novembre | French Covered Court Championships 1895 Parigi, Francia Singolare - Doppio |                               |             |               |                     |

### Dicembre
| Settimana   | Torneo                                                                      | Vincitore                            | Finalista            | Semifinalisti | Eliminati ai quarti |
| ----------- | --------------------------------------------------------------------------- | ------------------------------------ | -------------------- | ------------- | ------------------- |
| 29 dicembre | New Zealand Championships 1895 Wellington, Nuova Zelanda Singolare - Doppio | Harry Alabaster Parker 6-4, 6-2, 6-5 | James Richard Hooper |               |                     |
| 29 dicembre | New Zealand Championships 1895 Wellington, Nuova Zelanda Singolare - Doppio | John U. Collins Richard Dacre Harman |                      |               |                     |

### Senza data
| Settimana | Torneo                                                                     | Vincitore             | Finalista                 | Semifinalisti | Eliminati ai quarti |
| --------- | -------------------------------------------------------------------------- | --------------------- | ------------------------- | ------------- | ------------------- |
|           | Nice Lawn Tennis Club Championships 1895 Nizza, Francia Singolare - Doppio | Francis Louis Fassitt | non conosciuta (bandiera) |               |                     |
|           | Nice Lawn Tennis Club Championships 1895 Nizza, Francia Singolare - Doppio |                       |                           |               |                     |